# 9-Euro-Ticket

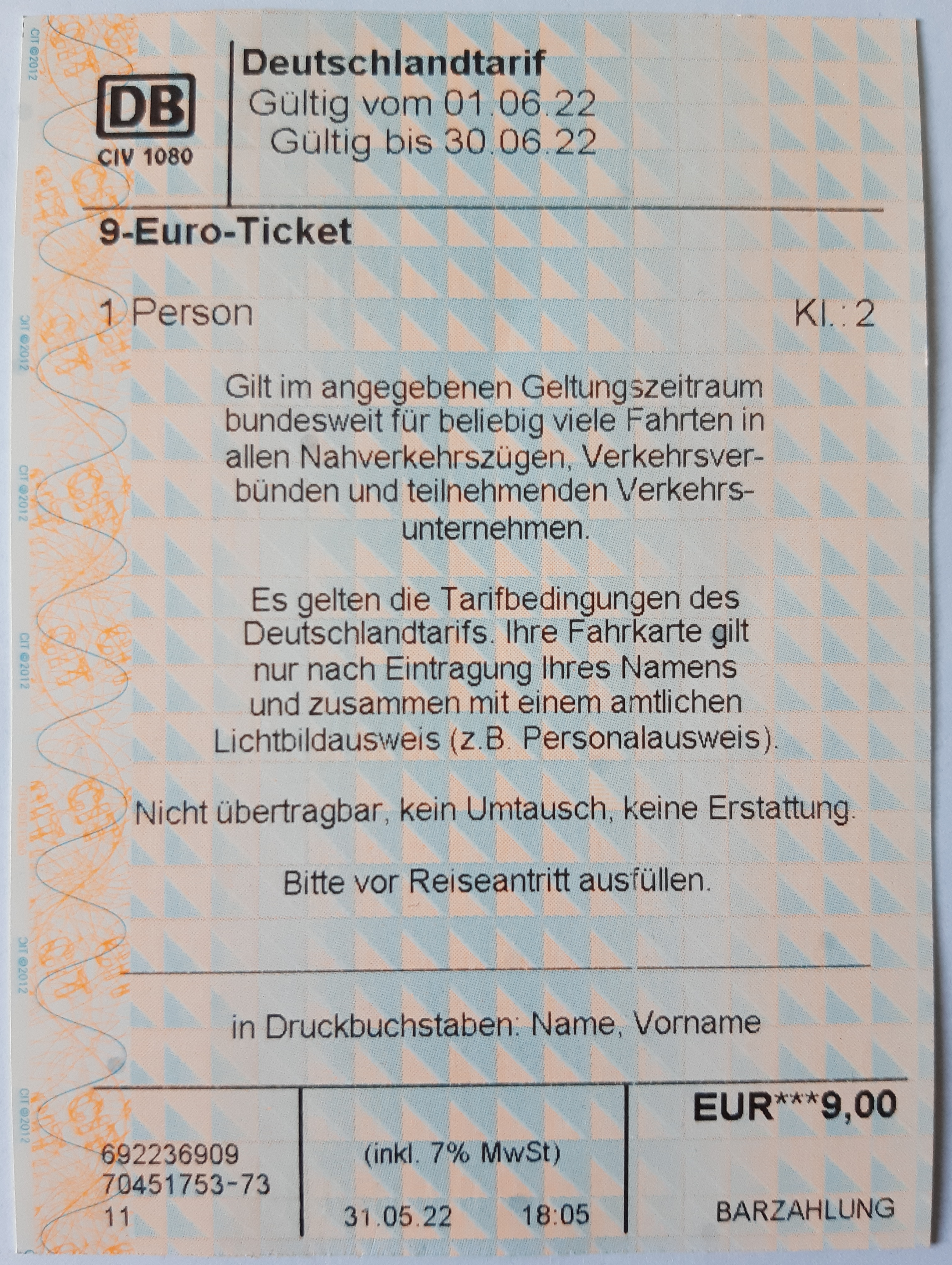
Von einem Fahrkartenautomaten der Deutschen Bahn ausgegebenes 9-Euro-Ticket für Neukunden mit Verweis auf den maßgeblichen Deutschlandtarif

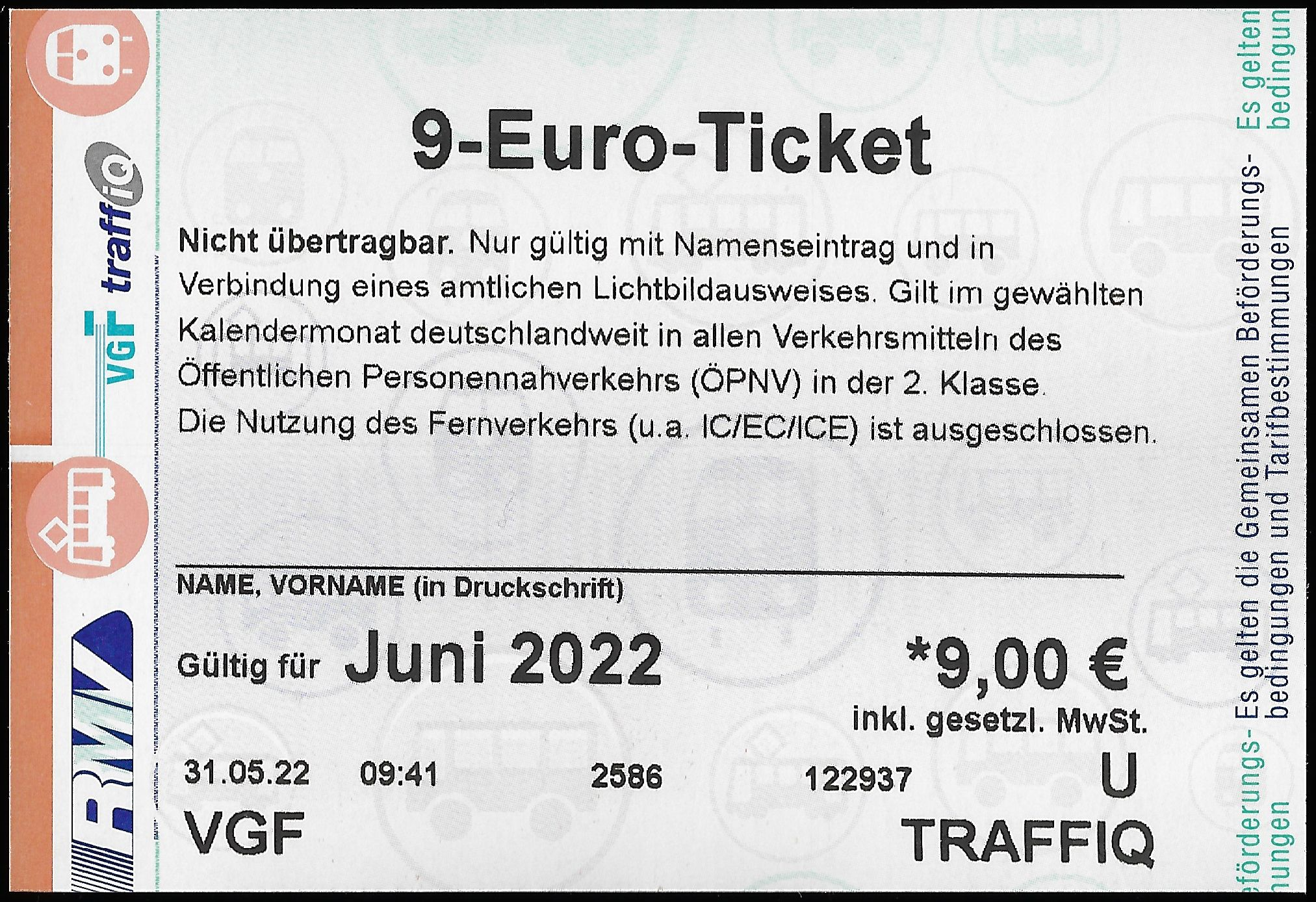
Von einem Fahrkartenautomaten der Stadtwerke Verkehrsgesellschaft Frankfurt am Main (VGF) ausgegebenes 9-Euro-Ticket für Neukunden

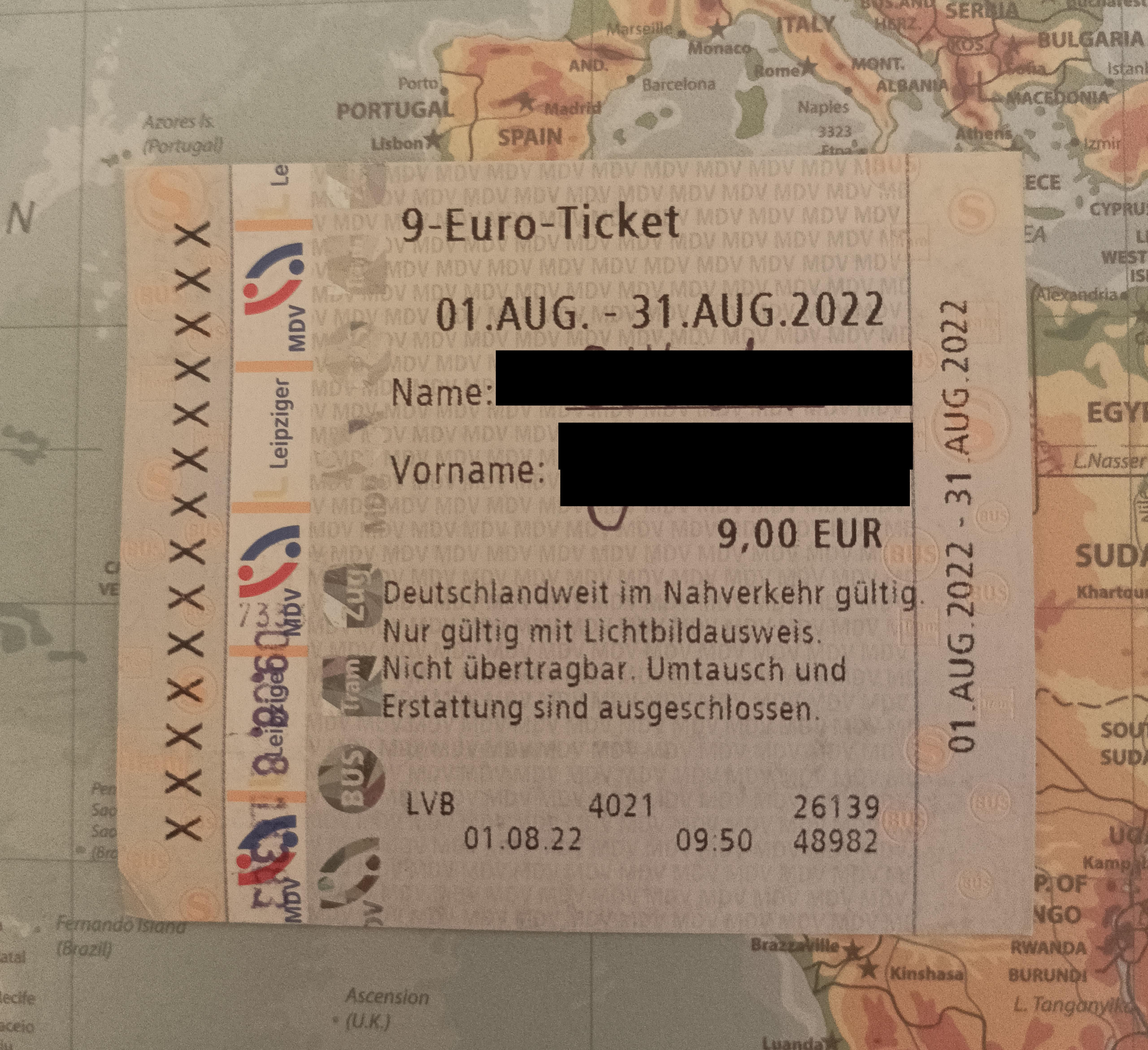
Ein durch die Leipziger Verkehrsbetriebe ausgegebenes 9-Euro-Ticket für den Monat August

Das 9-Euro-Ticket war ein vom 1. Juni 2022 bis zum 31. August 2022 befristetes Sonderangebot im öffentlichen Personennahverkehr (ÖPNV) in Deutschland. Es handelte sich um eine bundesweit gültige Monatskarte, die 9 Euro kostete und somit deutlich günstiger als reguläre Zeitkarten war. Das Angebot war als Entlastung für Vielfahrer gedacht, sollte aber auch neue Kundenkreise an den ÖPNV heranführen.
Insgesamt wurden rund 52 Millionen 9-Euro-Tickets verkauft. Dazu kamen etwa zehn Millionen Abonnenten von Zeitkarten, die das 9-Euro-Ticket in den drei Monaten jeweils automatisch erhielten.
Die Evaluierungen bezüglich der Auswirkungen des 9-€-Tickets sind heterogen: Der Verband Deutscher Verkehrsunternehmen (VDV) stellte bei 10 % der Ticketbesitzer den Verzicht auf mindestens eine Autofahrt am Tag zugunsten der ÖPNV-Nutzung fest. In einer gemeinsamen Studie des Ifo Institut für Wirtschaftsforschung, der Universität Nürnberg und der Universität Salzburg wurde das 9-€-Ticket als vergleichsweise teuer und bezüglich der Klimaschutzwirkung als ineffizient bewertet. Politisch wurde das Ticket aufgrund der hohen Verkaufszahlen und der mehrheitlichen Forderung nach einer Fortführung als Erfolg bewertet. Insgesamt zeigten sich, je nach Zielsetzung, ein ambivalentes Bild.

## Anlass und Entstehung
Die Fahrkarte war Teil eines Entlastungspakets, das durch das Kabinett Scholz aufgrund der wegen des russischen Überfalls auf die Ukraine gestiegenen Energiekosten beschlossen wurde. Die Idee entstand am frühen Morgen des 24. März 2022 gegen 5 Uhr, im Verlauf einer – zu diesem Zeitpunkt bereits seit acht Stunden andauernden – Nachtsitzung des Koalitionsausschusses. Bundesverkehrsminister Volker Wissing von der FDP schlug dabei ursprünglich ein 90 Tage gültiges Ticket für 90 Euro vor, das jedoch nicht als ausreichende Entlastung angesehen wurde. Wissing wollte damit die Grünen zufriedenzustellen. Das Angebot sollte darüber hinaus auch einen Anreiz für Kraftfahrer darstellen, angesichts hoher Preise für Diesel und Benzin auf öffentliche Verkehrsmittel umzusteigen. Die Maßnahme sollte zugleich klimafreundlich und sozial sein.

## Gesetzliche Grundlage
Für das 9-Euro-Ticket wurde eine Änderung des Regionalisierungsgesetzes am 19. Mai 2022 vom Bundestag – gegen die Stimmen von CDU/CSU und AfD – und am 20. Mai vom Bundesrat beschlossen.
Dem Gesetz wurde u. a. folgender § 8 Abs. 1 Satz 1 angefügt:

„Für den Zeitraum Juni bis August 2022 wird ein Tarif angeboten, der für ein Entgelt von 9 Euro pro Kalendermonat die Nutzung des öffentlichen Personennahverkehrs ermöglicht.“

In dem Gesetz wurde zudem ein Ausgleich des Bundes an die Länder in Höhe von 2,5 Milliarden Euro für die dadurch entstandenen finanziellen Nachteile festgelegt. Der Ausgleich schlüsselte sich pro Bundesland auf. Die Aufteilung sollte von „den Ländern […] einvernehmlich […] in eigener Verantwortung“ angepasst werden.

## Gültigkeit
Das 9-Euro-Ticket war in den Deutschlandtarif integriert und berechtigte zur bundesweiten Nutzung der zweiten Wagenklasse des öffentlichen Personennahverkehrs, das heißt im Interregio-Express (IRE), Metropolexpress (MEX), Flughafen-Express (FEX) und Regional-Express (RE), in der Regionalbahn (RB), S-Bahn (S), U-Bahn (U), Stadtbahn und Straßenbahn (Tram), im Oberleitungsbus, Stadtbus und Regionalbus (Bus) sowie den Personen-Fähren (F) die einem Verkehrsverbund zugehörig sind.
Das 9-Euro-Ticket galt zudem auf Strecken im Ausland, die auch sonst im Deutschlandtarif enthalten sind. Dazu zählen die Strecken von Deutschland nach Salzburg, Schaffhausen und Kufstein sowie die Außerfernbahn. In einigen Verkehrsverbünden und Landestarifen wurden ebenfalls die zu ihnen gehörenden Auslandsverbindungen anerkannt, z. B. im KVV nach Lauterbourg und Wissembourg in Frankreich oder im Niedersachsentarif nach Hengelo in den Niederlanden.
In Fernbussen und im Schienenpersonenfernverkehr (ICE, IC, EC etc.), inklusive privater Anbieter (Flixtrain, Westbahn, Thalys etc.), galt das Angebot hingegen nicht. In Zügen von DB Fernverkehr, die abschnittsweise als RE beziehungsweise RB verkehren oder über eine zusätzliche RE-Zugnummer verfügen, galt das 9-Euro-Ticket grundsätzlich nicht. Jedoch wurde nach Verhandlungen zwischen einzelnen Aufgabenträgern und DB Fernverkehr die Anerkennung auf den Verbindungen Stuttgart–Konstanz und Iserlohn-Letmathe–Dillenburg vereinbart. Auf der Verbindung Bremen–Leer–Norddeich Mole/Emden Außenhafen galt das 9-Euro-Ticket zunächst nicht in den Zügen von DB Fernverkehr (IC 34, IC 35, IC 56); das Land Niedersachsen hatte die von der Deutschen Bahn dafür geforderten 5,24 Mio. Euro Ausgleichszahlungen als nicht nachvollziehbar abgelehnt – die Anerkennung aller anderen Nahverkehrstickets auf der Strecke kostet Bremen und Niedersachsen ca. 2,9 Mio. Euro für ein ganzes Jahr. Später wurde eine Anerkennung ab dem 8. Juli beschlossen, hierfür zahlt das Land 1,5 Mio. Euro. Darüber hinaus wurden die als Schnellzug (D) klassifizierten SyltShuttle-plus-Züge (SSP) von Juni bis August für Nahverkehrsfahrkarten freigegeben, darunter auch das 9-Euro-Ticket.
Neben den Verbindungen im Deutschlandtarif galt das 9-Euro-Ticket auch auf einigen nicht darin enthaltenen Strecken:
- Schmalspurbahn Freital-Hainsberg – Kurort Kipsdorf
- Schmalspurbahn Radebeul Ost – Radeburg
- Schmalspurbahn Cranzahl – Oberwiesenthal
- Harzquer- und Selketalbahn (nicht jedoch die Brockenbahn)
- Schmalspurbahn Bad Doberan – Kühlungsborn West
- Rügensche Kleinbahn Putbus – Göhren
- Döllnitzbahn Oschatz – Mügeln – Kemmlitz/Glossen (nur in Dieselzügen, bei Dampfzügen Dampfzuschlag erforderlich)
- Schmalspurbahn Zittau – Oybin und Schmalspurbahn Bertsdorf – Kurort Jonsdorf (zzgl. 5 € Historik-Zuschlag pro Tag und Person)
- Kirnitzschtalbahn
- Standseilbahn Dresden
- Schwebebahn Dresden
- Thüringer Bergbahn Obstfelderschmiede – Lichtenhain an der Bergbahn – Cursdorf

## Vertrieb

### 9-Euro-Ticket für Neukunden
Das sogenannte 9-Euro-Ticket für Neukunden konnte über die beteiligten Verkehrsunternehmen bezogen werden. Der Verkauf erfolgte überwiegend vorab, das heißt online, an Fahrkartenautomaten oder personenbedient, vereinzelt auch an Bord beim Fahrpersonal. Offizieller Verkaufsbeginn war am 23. Mai 2022, wobei einige Verkehrsunternehmen schon Mitte Mai mit dem Vertrieb begannen. Beim Kauf der Fahrkarte konnte der Monat gewählt werden – es war also bereits im Mai möglich, Tickets für alle drei Monate zu kaufen. Beim Kauf für den laufenden Monat galt das 9-Euro-Ticket unabhängig vom Kaufzeitpunkt bis zum Ende des jeweiligen Kalendermonats. Die Mitnahme von weiteren Personen war nicht enthalten, die Fahrradmitnahme sowie die Mitnahme von Hunden erfolgte gemäß den lokalen Regelungen der jeweils zuständigen Verkehrsverbünde. Die Fahrkarte war personengebunden und galt nur zusammen mit einem amtlichen Lichtbildausweis. Der eigene Name musste vom Fahrgast vor Fahrtantritt handschriftlich und in Druckschrift in das dafür vorgesehene Feld eingetragen werden. Eine Entwertung war nicht erforderlich, da der zeitliche und räumliche Geltungsbereich bereits aufgedruckt war. Online gekaufte Tickets waren dabei schon ab Kauf personalisiert.

### 9-Euro-Ticket für Stammkunden
Beim sogenannten 9-Euro-Ticket für Stammkunden reduzierte das ausgebende Verkehrsunternehmen Fahrgästen, die bereits ein Abonnement besitzen, für den Aktionszeitraum die Kosten ihrer Zeitkarte automatisch auf 9 Euro monatlich.
Auch die Stammkunden konnten ihre Zeitkarte, wie ein 9-Euro-Ticket für Neukunden, in den drei Monaten deutschlandweit in Bahnen und Bussen des Nahverkehrs nutzen. Besonderheiten der bestehenden Tarifbestimmungen der lokal zuständigen Verkehrsverbünde (z. B. Übertragbarkeit, Mitnahme weiterer Personen, Nutzung der ersten Klasse, Nutzung von Zügen von DB Fernverkehr etc.) galten nur im angestammten Geltungsbereich.
Ob Studenten, die an vielen Hochschulen einen erhöhten Semesterbeitrag („Sockelbetrag“) zahlen und dafür abends und am Wochenende mit dem Semesterticket kostenfrei den regionalen ÖPNV nutzen dürfen, ebenfalls als „Stammkunden“ zählen, die das 9-Euro-Ticket nicht extra erwerben müssen, unterschied sich je nach Verkehrsverbund.
In Hamburg erhielten Bürger mit Anspruch auf Sozialrabatt gemäß HVV-Tarif das 9-Euro-Ticket kostenfrei.
In Monheim am Rhein galt das gratis an Einwohner der Stadt ausgegebene Monheim-Ticket als 9-Euro-Ticket. Das in Stralsund gratis an Einwohner ab 70 Jahren ausgegebene Ticket 70+ galt ebenfalls als 9-Euro-Ticket.
Schüler aus Berlin, für die der ÖPNV berlinweit kostenfrei ist, durften das 9-Euro-Ticket ebenfalls gratis nutzen.

## Nutzung und Folgen

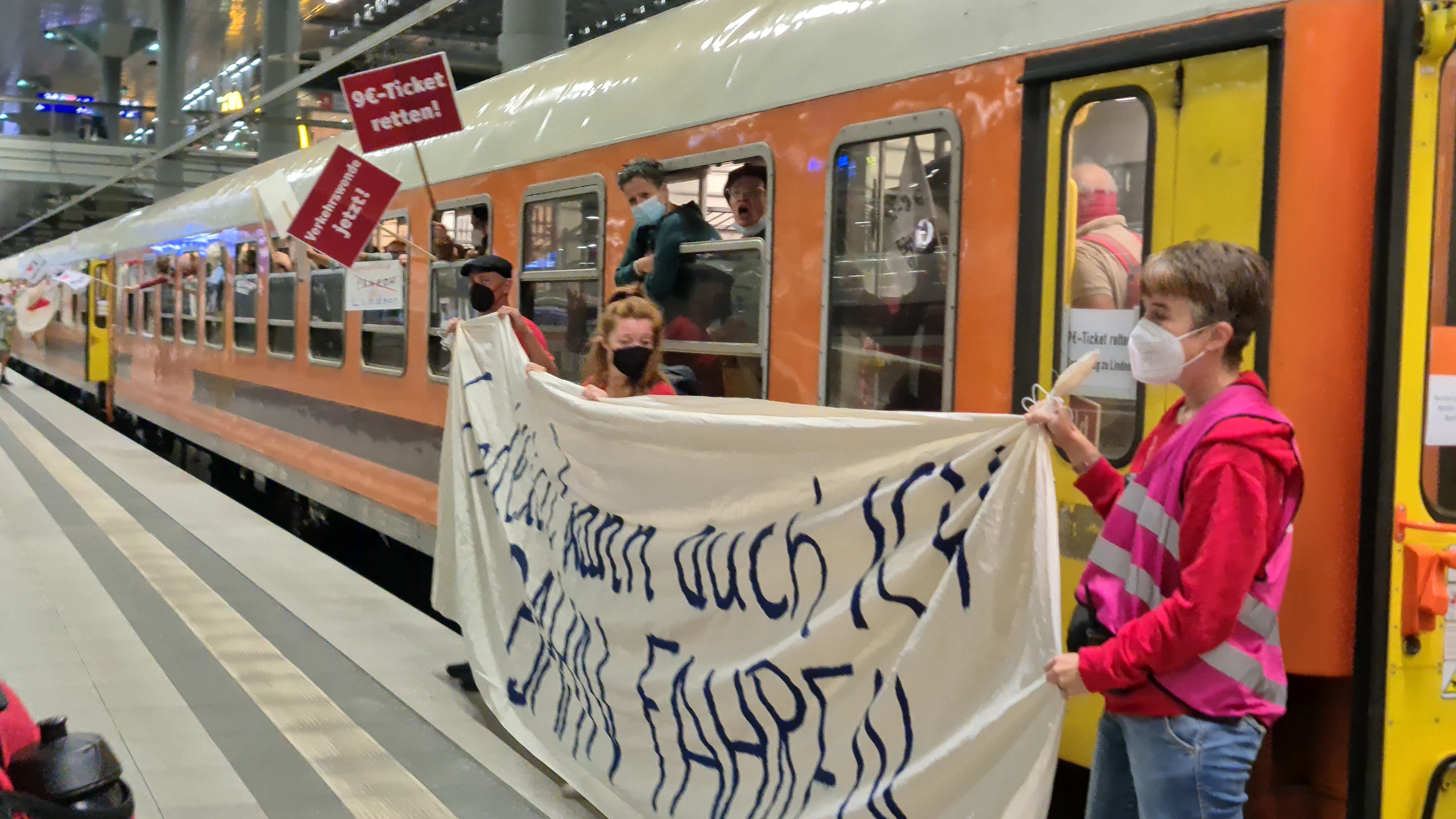
Demonstration von Campact für die Fortführung des 9-Euro-Tickets, 29. August 2022

Laut Verband Deutscher Verkehrsunternehmen (VDV) wurden bis Ende August rund 52 Millionen 9-Euro-Tickets verkauft. Dazu kommen rund 10 Millionen Abonnenten, die das Ticket in den drei Monaten automatisch erhalten hatten. Im Monatsmittel wurden somit ca. 27 Mio. Tickets verkauft, etwa ein Drittel der Einwohnerzahl. Die Zahl der Fahrten wurde auf eine Milliarde pro Monat geschätzt, das über den Drei-Monats-Zeitraum eingesparte CO2-Äquivalent mit 1,8 Millionen Tonnen. Bemängelt wurde allerdings, dass der VDV seine Datengrundlage nicht offenlegte. Als Wirtschaftsverband habe der VDV finanzielle Interessen und sei befangen, kritisierte der Verkehrswissenschaftler Christian Böttger.
Laut Marktforschung sind 17 Prozent der Ticketnutzer im August von anderen Verkehrsmitteln auf den ÖPNV umgestiegen. Im August haben 10 Prozent der Käufer auf mindestens eine Autofahrt täglich verzichtet.
In Bezug auf die Fahrten dürfte allerdings nur wenig Verkehrsleistung vom Autoverkehr verlagert sein. Im Juni lag dieser Anteil bei lediglich 3 Prozent, während 27 Prozent der Fahrten ohne das 9-Euro-Ticket nicht stattgefunden hätten.
52 Prozent der Käufer und Abonnenten nutzten das Ticket für alltägliche Fahrten, 40 Prozent für Besuchsfahrten und 37 Prozent für Wege zur Arbeitsstätte. Ausflugsfahrten und Städtereisen folgten mit 33 bzw. 32 Prozent. 31 Prozent der Fahrten von Ticket-Käufern und 26 Prozent von Abonnenten fanden (zumindest teilweise) außerhalb des eigenen Verbundraums bzw. Gültigkeitsbereichs statt. 27 Prozent der Käufer haben den ÖPNV zuvor seltener als einmal im Monat genutzt, jeder fünfte war Neukunde ohne vorige ÖPNV-Nutzung. Der wichtigste Kaufgrund war der Preis (69 Prozent), gefolgt von der Flexibilität der Nutzung (51 Prozent). 88 Prozent der Nutzer zeigten sich zufrieden.
Innerhalb der ersten beiden Verkaufstage wurden allein über die digitalen Plattformen der Deutschen Bahn mehr als eine Million 9-Euro-Tickets für Neukunden erworben. Der Andrang war so hoch, dass es zeitweise zu Serverproblemen kam. Innerhalb der ersten Woche verkaufte die Deutsche Bahn über 2,7 Millionen 9-Euro-Tickets für Neukunden. Am 31. Mai 2022 meldete der VDV, es seien bereits sieben Millionen 9-Euro-Tickets für Neukunden verkauft. Im Gültigkeitszeitraum von Juni bis August war ein stark erhöhtes Fahrgastaufkommen zu beobachten. Von verschiedenen Seiten wurde eine dauerhafte, starke Reduzierung der ÖPNV-Preise durch die Politik gefordert. Bahn und Verkehrsverbünde betonten jedoch, dass ein Monatsticket zum Preis von 9 Euro nicht dauerhaft finanzierbar sei.
Im gesamten Monat Juni wurden 21 Millionen Tickets verkauft, davon über 10 Millionen durch die Deutsche Bahn. Hinzu kommen weitere mindestens 10 Millionen aus Abonnements. Bis Anfang August wurden insgesamt etwa 38 Millionen Neun-Euro-Tickets verkauft. Mangels ausdrücklicher Angaben konnte dabei von der hohen Zahl der verkauften Monatskarten nicht auf die Zahl der Nutzenden insgesamt geschlossen werden. Dazu kamen etwa zehn Millionen Abonnenten, die das Ticket in den jeweiligen Monaten automatisch erhielten.
Eine Auswertung von Mobilfunkdaten zeigte, dass es im Juni insgesamt 42 Prozent mehr Bahnreisen gegeben hat als im Juni 2019 (vor der Corona-Pandemie). In 23 von 26 untersuchten deutschen Städten gab es im Juni messbar weniger Staus im Vergleich zur Zeit vor Einführung des Tickets. Eine repräsentative Befragung des VDV und der DB Regio kommt zu dem Ergebnis, dass im ersten Gültigkeitsmonat 27 Prozent der Fahrten mit dem 9-Euro-Ticket induziert waren, d. h. ohne das Ticket nicht gemacht worden wären, während nur 3 Prozent der Fahrten den Autoverkehr ersetzten.
Laut einer Sonderauswertung von Mobilfunkdaten durch das Statistische Bundesamt nahmen die Bewegungen im Schienenverkehr über 30 km im Juni 2022 bundesweit um 42 Prozent gegenüber Juni 2019 zu; an Wochenenden wurden noch größere Zuwächse beobachtet. Im Mai 2022 hatte der Wert, gegenüber Mai 2019, noch bei drei Prozent gelegen. Zunahmen wurden vor allen Dingen auf mittleren und kurzen Distanzen beobachtet.
Im Juni 2022 verzeichnete DB Regio eine Pünktlichkeitsquote, bezogen auf eine Schwelle von sechs Minuten, von 88,5 Prozent, nach 98,3 Prozent im Vormonat. Als wesentlicher Grund gelten verspätete Abfahrten im Zusammenhang mit dem 9-Euro-Ticket.
Das Fahren ohne (gültigen) Fahrschein ging im Nah- und Regionalverkehr der Bahn signifikant zurück, während es im innerstädtischen Nahverkehr eher konstant blieb.

## Kosten
Die Verkehrsminister der Länder kritisierten die Begrenzung der Finanzierung auf 2,5 Milliarden Euro und forderten eine Nachschusspflicht für den Fall höherer Kosten bei der Umsetzung. Außerdem wurden weitere 1,5 Milliarden Euro Regionalisierungsmittel gefordert, um gestiegene Kosten unter anderem im Zusammenhang mit dem Krieg in der Ukraine auszugleichen. Für den ÖPNV-Rettungsschirm, der dem Ausgleich von Einnahmeausfällen durch die COVID-19-Pandemie dient, beabsichtigt die Bundesregierung zudem, im Jahr 2022 nur 1,2 Milliarden Euro anstatt der ursprünglich vorgesehenen 1,6 Milliarden Euro bereitzustellen. Bundesverkehrsminister Wissing wies die Kritik zurück, da auch die Verkehrsunternehmen durch die Maßnahmen zur Senkung der Energiepreise entlastet würden. Mehrere Landesregierungen hatten zwar angekündigt, im Bundesrat gegen den Gesetzentwurf zu stimmen, wenn keine weiteren Finanzmittel bereitgestellt würden, verzichteten letztlich aber darauf. Die eingangs erwähnten 2,5 Milliarden Euro ließen sich durch Netzausbau langfristig effektiver einsetzen, als sie mit der Gießkanne zu verteilen.

## Kritik

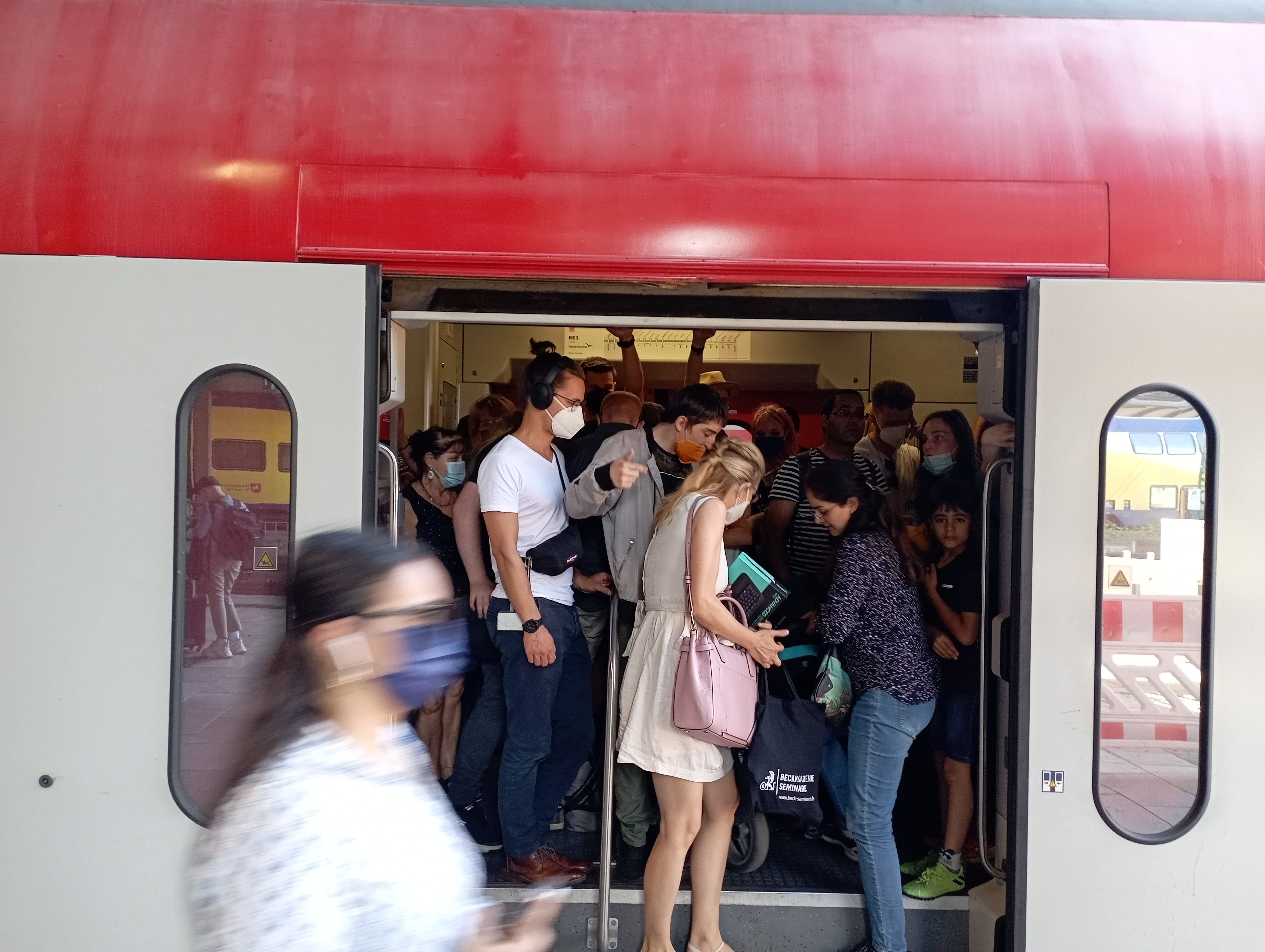
Voller Zug in Hamburg am 10. August 2022

### Auswirkungen auf Verkehrswende, Entlastung für Arme und Dämpfung der Inflation
Es wurde bezweifelt, dass das vorübergehende Angebot einen langfristigen Effekt für eine Verkehrswende hatte. Neben dem Fahrpreis sei dafür nach Ansicht des Verkehrsclubs Deutschland (VCD) vor allem ein Ausbau des Angebots entscheidend. Auch der Verkehrswissenschaftler Heiner Monheim spricht von „reiner Symbolpolitik“. Kritisiert wird auch die mangelnde Lenkungswirkung in Bezug auf Klimaziele, da im selben Zeitraum die Energiesteuer auf Benzin und Diesel gesenkt wurde („Tankrabatt“). Der VDV schätzt allerdings, dass durch das 9-Euro-Ticket CO2-Emissionen von 1,8 Millionen Tonnen vermieden wurden, wobei auch hier die Datengrundlage unklar ist.
Positiv wurde wahrgenommen, dass das 9-Euro-Ticket eine Bekanntheit von 98 Prozent in der Bevölkerung genoss und von allen Geschlechtern und Altersgruppen gleichermaßen genutzt wurde. Auch die Teilhabechancen für einkommensarme Personen wurden gelobt: Das Angebot habe durch seinen günstigen Preis besonders den Personen genützt, „die sich ihre Mobilitätskosten im Alltag mühsam zusammensparen“.
Darüber hinaus wurde die massive Zunahme der Inflation seit März 2022 durch das 9-Euro-Ticket während dessen Laufzeit deutlich gedämpft.

### Pendler, die nicht entlastet wurden
Das Entlastungspaket der Bundesregierung sollte alle Bürger von den steigenden Energiekosten entlasten. Der „Tankrabatt“ entlastete den Kleinwagen genauso wie den SUV unabhängig davon, ob Autobahnen oder Landstraßen genutzt wurden. Beim öffentlichen Verkehr hat die Bundespolitik die Pendler mit Fernverkehrszügen vollständig außen vor gelassen. Darüber hinaus verwehrten die Länder Zeitkartenkunden, die neben dem Fernverkehr (ICE/IC) abschnittsweise im SPNV und ÖPNV unterwegs waren, die Entlastung.

### Mitnahme von Fahrrädern/Kinderwagen/Rollstühlen
In Folge der hohen Nachfrage sah sich die Metronom Eisenbahngesellschaft gezwungen, die Fahrradmitnahme in ihren Zügen kurzfristig temporär einzuschränken. Karl-Peter Naumann, Ehrenvorsitzender des Fahrgastverbands Pro Bahn, forderte bereits Anfang Mai, während der Rabattaktion auf bestimmten Strecken keine Fahrräder zu befördern. „Das ist die einzige Möglichkeit, noch mehr Chaos zu verhindern“. Die Fahrradmitnahme war nicht im 9-Euro-Ticket eingeschlossen, so dass grundsätzlich eine zusätzliche Fahrradkarte erforderlich wurde. Jedoch ist die Mitnahme in Nahverkehrszügen in mehreren deutschen Bundesländern beziehungsweise Verkehrsverbünden generell ganztägig oder zu bestimmten Zeiten kostenlos.
Verena Bentele, Präsidentin des VdK, stellte erhebliche Defizite auch für mobilitätseingeschränkte Reisende fest. Fahrgäste mit Rollstuhl, Rollator oder Kinderwagen bekamen oft keine ausreichenden Plätze oder konnten gar nicht in die überfüllten Züge kommen und wurden auf dem Bahnsteig zurückgelassen.

## Nachfolgeangebote
Unmittelbar im Anschluss an die Gültigkeit des 9-Euro-Tickets wurden verschiedene regional begrenzte Tickets eingeführt. Der Landkreis Lüchow-Dannenberg bot mit Bundesförderung ein 365-Euro-Ticket für den kreisweiten Busverkehr an. Nordrhein-Westfalen dehnte die Geltung von Abo-Tickets über deren Tarifgrenzen bis Ende Dezember 2022 an einzelnen Tagen wie Wochenenden sowie Feier- und Ferientagen auf das ganze Bundesland aus. Hamburg bot das „Flex-Abo“ einen Monat lang kostenlos an. Weiter ging das Land Berlin, wo ab Oktober 2022 ein landesweit gültiges 29-Euro-Ticket angeboten wurde; dieses Angebot galt zunächst bis Dezember 2022 und wurde dann bis Ende März 2023 verlängert. Das 29-Euro-Ticket wurde im Juli 2024 unter dem Namen Berlin-Abo wieder eingeführt.
Bei der Vorstellung eines dritten Entlastungspakets am 4. September 2022 kündigte die Bundesregierung an, für ein bundesweit gültiges Nahverkehrsticket den Ländern jährlich 1,5 Milliarden Euro zusätzlich bereitzustellen, sofern sich diese mindestens mit dem gleichen Betrag an der Finanzierung beteiligten. Diskutiert wurde eine Fahrkarte, die zwischen 49 und 69 Euro im Monat kosten könnte.
Bei der Verkehrsministerkonferenz am 14. Oktober 2022 fassten Bund und Länder einen ersten Beschluss, um die Nachfolgeregelung zum 1. Januar 2023 verfügbar zu machen. Bundesverkehrsminister Wissing sagte im Vorfeld, das sei zwar ehrgeizig, aber realisierbar. Vorgesehen ist eine nur digital vertriebene und in diesem Sinn „papierlose“ Fahrkarte zum Preis von 49 Euro pro Monat, die im Abonnement verfügbar und monatlich kündbar ist. Bund und Länder sind sich wegen der Finanzierung noch nicht einig geworden. Kritisiert wurde zum einen der Preis, der für die meisten Bürger zu hoch sei. Die Zeit sprach deshalb von einem „Geschenk für die Mittelschicht“. Aber auch der Vorschlag, das Angebot nicht auf Fahrscheinen aus Papier über Fahrkartenautomaten verkaufen zu wollen, wurde kritisch beurteilt, weil dadurch vor allem viele Seniorinnen und Senioren ausgeschlossen werden würden. Das Bundesverkehrsministerium erklärte hierzu, auch eine Variante des Tickets auf einer Plastikkarte sei möglich.
Am 2. November 2022 haben sich die Bundesregierung und die Ministerpräsidenten auf ein 49-Euro-Ticket als offiziellen Nachfolger geeinigt. Dieses soll den Namen Deutschlandticket tragen.
Mit dem Ende des 9-Euro-Tickets wurde als Protestaktion von politischen Aktivisten (u. a. Die PARTEI) die Initiative „9-Euro-Fonds“ gegründet. Die Initiative verfolgte das Ziel, allen Menschen Mobilität zu ermöglichen. Gegen eine monatliche Spende von mindestens neun Euro erstattete sie Mitgliedern einmalig ein ggf. zu zahlendes erhöhtes Beförderungsentgelt. Sie wies dabei aber auch auf die weiterhin gegebene Strafbarkeit des Schwarzfahrens hin. Die Aktion wurde mit dem taz Panter Preis 2023 ausgezeichnet.
Das Berlin-Ticket S für Berechtigte mit entsprechendem Nachweis wurde zum Januar 2023 von 27,50 Euro auf 9 Euro preisreduziert und wird seitdem auch „9-Euro-Ticket“ genannt. Es gilt nur im Berliner Tarifbereich AB. Aktuell ist die Fortführung bis Ende 2024 angekündigt.